# Kraichgau-Bibliothek Gochsheim
Die Kraichgau-Bibliothek Gochsheim ist eine Spezialbibliothek, die Literatur zur Region Kraichgau im Nordwesten Baden-Württembergs sammelt und Interessierten zur Benutzung zur Verfügung stellt. Sie befindet sich im Graf-Eberstein-Schloss im Stadtteil Gochsheim der Stadt Kraichtal (Landkreis Karlsruhe). Träger der Bibliothek ist der Heimatverein Kraichgau.

## Geschichte
Im November 1984 entstand im Heimatverein Kraichgau die Idee, die vereinseigenen, durch Teile der Privatbibliotheken verstorbener Mitglieder angewachsenen Literaturbestände zentral unterzubringen und nicht nur den Vereinsmitgliedern, sondern – als Ergänzung zum Literaturangebot von Stadtbüchereien, Universitäts- und Landesbibliotheken – auch anderen Interessenten zugänglich zu machen. Die Stadt Kraichtal überließ dem Verein zu diesem Zweck zwei Räume im Obergeschoss des Gochsheimer Schlosses, die im Laufe des Jahres 1985 als Bibliotheksräume hergerichtet wurden und die Bücher des Vereins aufnahmen. Am 22. März 1986 wurde die Bibliothek eröffnet, sie ist seitdem regelmäßig an mehreren Tagen im Jahr für die Benutzung geöffnet. Nutzer der Bibliothek sind hauptsächlich Heimatforscher, Lehrer, Schüler, Studenten und Wissenschaftler, die über orts- oder regionalgeschichtliche Themen arbeiten. 2001 veröffentlichte der Heimatverein Kraichgau den ersten Band einer Regionalbibliographie zum Kraichgau, die auf den Beständen der Bibliothek basiert.

## Bestände
Die Kraichgau-Bibliothek begann bei der Eröffnung am 22. März 1986 mit einem Bestand von rund 1500 Bänden. Ein Jahr später waren es schon über 2500 Bände, mittlerweile (Stand 2006) sind es rund 6000 Bände. Regelmäßige Neuerwerbungen ergänzen die Bestände.
Schwerpunkt des Bestands ist die Literatur zum Kraichgau und zu Nordbaden allgemein (darunter Ortschroniken, Ortssippenbücher und Bildbände), die fast komplett vorhanden ist, dazu die wichtigsten Quellenbücher und grundlegenden ergänzenden Werke sowie weitere Hilfsmittel wie Wörterbücher und Abkürzungsverzeichnisse. Das Archiv der Stadt Kraichtal überließ der Bibliothek zudem den von 1848 bis 1870 erschienenen Kraichgau-Boten, die älteste Zeitung im Raum Bruchsal/Bretten/Eppingen. Zu geschichtlichen Themen wie Bauernkrieg, Reformation, Ein- und Auswanderung, Revolution 1848/49 u. a. bietet der Bibliotheksbestand ortsübergreifende Darstellungen. Graue Literatur, also nicht im Buchhandel erhältliche Kleinschriften beispielsweise von Vereinsjubiläen, bildet einen großen Teil des Bestandes. Alle Bände der heimatkundlichen Schriftenreihen des Heimatvereins Kraichgau sind ebenfalls vorhanden.
Weniger umfassend ist der Bestand der Bibliothek auf dem Gebiet der Familienforschung. Neben Ortssippenbüchern und Familienchroniken sind aber auch genealogische Zeitschriften und Hilfsmittel wie das Taschenbuch für Familiengeschichtsforschung vorhanden.